# Jeep
Jeep es una marca de vehículos todoterreno estadounidense, actualmente propiedad de Stellantis. El término Jeep se usó por primera vez para denominar a un vehículo fabricado en 1941 por la empresa Willys-Overland Motors, por expreso pedido del ejército de los Estados Unidos, para abastecer de un medio de movilidad adaptable a cualquier terreno, a las tropas estadounidenses que se hallaban en el frente de combate de la Segunda Guerra Mundial. La terminología surgió de la fonética inglesa de las siglas "GP" (yi-pi), las cuales eran las siglas del término inglés General Purpose (propósitos generales) con las cuales fue denominado este tipo de productos. Otras versiones, atribuyeron este nombre a una comparación realizada con un personaje de la historieta Popeye llamado "Eugene the Jeep", el cual poseía poderes místicos y que dio pie al ingenio popular, comparando los poderes del personaje con el desempeño del GP.
Este vehículo continuó en producción bajo el ala de la marca Willys hasta el año 1963, cuando tras la compra de Willys por parte de Kaiser Motors, esta última empresa elevó la nomenclatura "Jeep" al rango de marca de automóviles, en reemplazo de Willys. A partir de ahí, la renombrada Jeep pasó a producir toda clase de vehículos todoterreno, pasando en 1970 a ser parte de la American Motors Corporation. 
Tras la compra en 1987 de la American Motors Corporation por parte de Chrysler Corporation, la marca Jeep fue el último vestigio de la ex-AMC, ya que su producción fue sostenida por Chrysler, en desmedro de marcas como la propia AMC o Rambler. Tras la absorción de Chrysler por parte de Daimler AG, Jeep integró el paquete accionario de compra y también el de venta, luego de que Daimler vendiese la Chrysler al grupo financiero Cerberus. Finalmente y con la compra de Chrysler por parte de Fiat en 2009, Jeep integra desde entonces el subgrupo FCA US, compuesto también por las marcas Chrysler, Dodge, Ram Trucks y SRT.
Sus cuarteles generales se encuentran ubicados en la ciudad de Toledo (Ohio), teniendo como principal línea de producción la histórica planta donde anteriormente operaba su precursora, la Willys-Overland Motors.

## Historia del Jeep

### Desarrollo del Proyecto GP

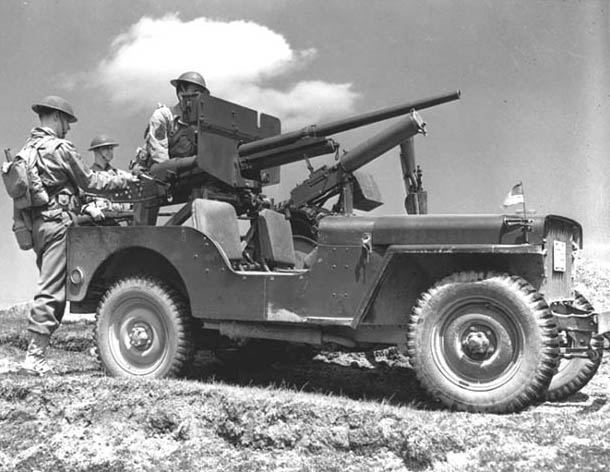
Soldados estadounidenses durante la Segunda Guerra Mundial junto a un Jeep artillado. Verano de 1942.

En el mes de febrero de 1940 y con el propósito de brindar a las tropas estadounidenses un medio de movilidad ligero, con el cual trasladarse en el frente de combate durante la Segunda Guerra Mundial, el Gobierno de los Estados Unidos lanzó un concurso, por el cual se proponía a los fabricantes a proyectar y producir un vehículo de características únicas, con capacidad para trasladarse en cualquier tipo de terrenos y ante cualquier situación.
El mismo, reunía como principales requisitos la capacidad de servir como vehículo de pasajeros o de carga, tracción a las cuatro ruedas motrices, superar los 80 km/h (50 mph) y no pesar más de 1000 kg (2205 libras). Este proyecto recibió el nombre en clave de Prototipo GP, siendo GP las iniciales del término inglés General Purpose (propósitos generales). Solamente tres fabricantes se presentaron ante este concurso: American Bantam, Willys-Overland Motors y Ford Motor Company.
La primera firma en presentar un prototipo de características similares fue la American Bantam, el cual cumplía muchos de los requerimientos, pero que a diferencia de las otras presentó una elevada cotización para su producción. Esto provocó, a pesar de haber ganado Bantam la licitación, que el Ejército solicite tanto a Willys como a Ford continuar con el desarrollo de sus prototipos para luego evaluarlos. De esta forma, Willys tomó el guante y tras la presentación del prototipo de Bantam, su jefe de diseño Gene Rice regresó para emitir nuevas pautas para desarrollar su modelo.
Así fue como el 11 de noviembre de 1940 fueron presentados dos prototipos por parte de Willys, siendo el primero equipado con una opción de tracción en dos o en cuatro ruedas, mientras que el otro contaba con tracción fija en las cuatro ruedas. Esta alternativa elevó el interés del Ejército por la idea de Willys, quienes le terminaron cediendo los planos del prototipo Bantam para comenzar su producción. Otro punto fuerte que permitió a Willys sobreponerse a sus rivales fue la torsión de su motor, ya que sus 105 lb·pie (142 N·m) superaban ampliamente a los 83 lb·pie (113 N·m) y 85 lb·pie (115 N·m) de los prototipos de Bantam y Ford.
Finalmente y tras un pedido inicial de 1500 unidades a cada fabricante, el prototipo de Willys fue puesto como estándar de producción, siendo el definitivo ganador de este concurso. Las acciones se terminaron de volcar a favor de la Willys en julio de 1941, al recibir un pedido de 16000 unidades, dando inicio a la producción del modelo conocido como Willys MB. A pesar de ello, hubo de recurrirse en carácter de emergencia a las oficinas de Ford debido a que poseía una capacidad productiva superior, saliendo de su línea de montaje el Ford GPW, gemelo del producto de Willys.
A todo esto, Bantam que había sido la marca que desarrolló el primer prototipo, fue reducida a un plano menor debido a que no poseía la capacidad productiva de sus rivales, siendo destinada a la producción de tráileres y carros de remolque.

### Origen del nombre Jeep
La veracidad sobre el origen del término Jeep tiene diferentes aceptaciones, sin embargo dos de ellas son las que mayor relevancia cobran en el ideario popular. En primer lugar, se atribuyó el origen del término "Jeep" a la fonética inglesa de las siglas GP (yi-pi) con las cuales fue bautizado el proyecto en el que estaba enmarcada la producción de este vehículo. Las siglas GP eran aplicadas al término inglés General Purpose (propósitos generales), por el cual se persiguió la construcción del vehículo. 
Sin embargo, la otra aceptación que se toma para establecer el origen de este término estuvo aún más relacionada con el ingenio popular, ya que por esos años eran muy difundidas las tiras cómicas del personaje Popeye (quizás también, muy requeridas en el frente de batalla durante los ratos libres de las tropas), donde el marino poseía una extraña mascota llamada "Eugene the Jeep", la cual poseía poderes mágicos que lo hacían salir airoso de situaciones complicadas, a la vez de emitir un sonido similar a la frase "Jeep, Jeep". Estas cualidades del personaje, fueron comparadas con las capacidades con las que fue producido el proyecto GP, a la vez de utilizar su onomatopeya para bautizar al coche como "The Jeep". La popularidad de esta teoría fue tal, que el propio personaje fue utilizado para realizar afiches comerciales, con Eugene piloteando una unidad.

### Historia general
El general George Marshall definió al Jeep como «La mayor contribución de los Estados Unidos a las operaciones de guerra modernas». De hecho, la historia de la Segunda Guerra Mundial es también la historia de los primeros años de Jeep, dado que después de 1941 participó en todas las campañas como vehículo artillado, vehículo de reconocimiento, ambulancia, camioneta, limusina para el frente, transporte de municiones, máquina para el tendido de alambres y taxi. 
En las Ardenas, durante la batalla homónima, (1944-1945), los Jeep 4x4 cargados con camillas ocupadas con soldados heridos, corrían hacía la salvación por delante del Ejército Nazi.
En el desierto del Sahara, en la selva de Nueva Guinea, y en los campos nevados de Islandia, los vehículos Jeep remolcaron cañones antitanque de 37 mm hasta los campos de batalla.
En Egipto, Gran Bretaña utilizó una patrulla de vehículos Jeep del SAS y el LRDG para poner fuera de combate los camiones de suministros que estaban en ruta hacia las fuerzas de Rommel, la víspera de la batalla de El Alamein. En Guadalcanal, los vehículos Jeep acompañaron a los Marines estadounidenses.
El 13 de junio de 1950 Willys-Overland lo registró como marca comercial internacional. En 1953 la marca fue comprada por la compañía Kaiser Motors que pasó a denominarse Kaiser Jeep. En 1970 la empresa American Motor AMC se hizo cargo de su producción, compañía que después pasaría a control de Renault. Hoy en día la marca es propiedad de Fiat, cuando Chrysler Corporation adquirió American Motors (AMC) a Renault, sucesora de Willys-Overland, en 1987.
Actualmente el Jeep es usado en diversos lugares de América y del mundo como un vehículo de diversión en el que diferentes clubes compiten para distintos obstáculos y diferentes rutas por ríos, desiertos, piedras, etc., siendo este deporte uno de los más extremos con vehículos y muy conocido en los Estados Unidos.

Modelos actuales:
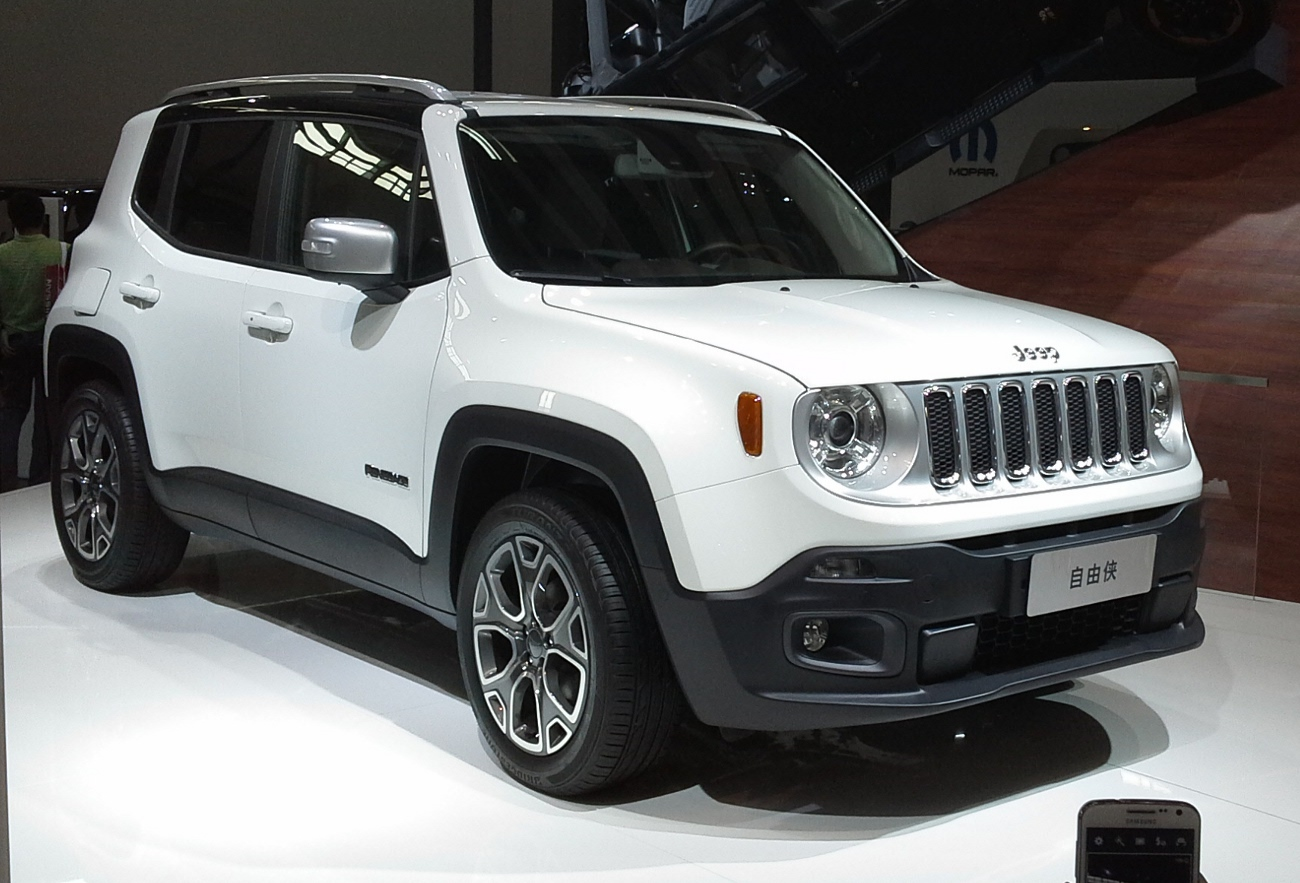
Renegade
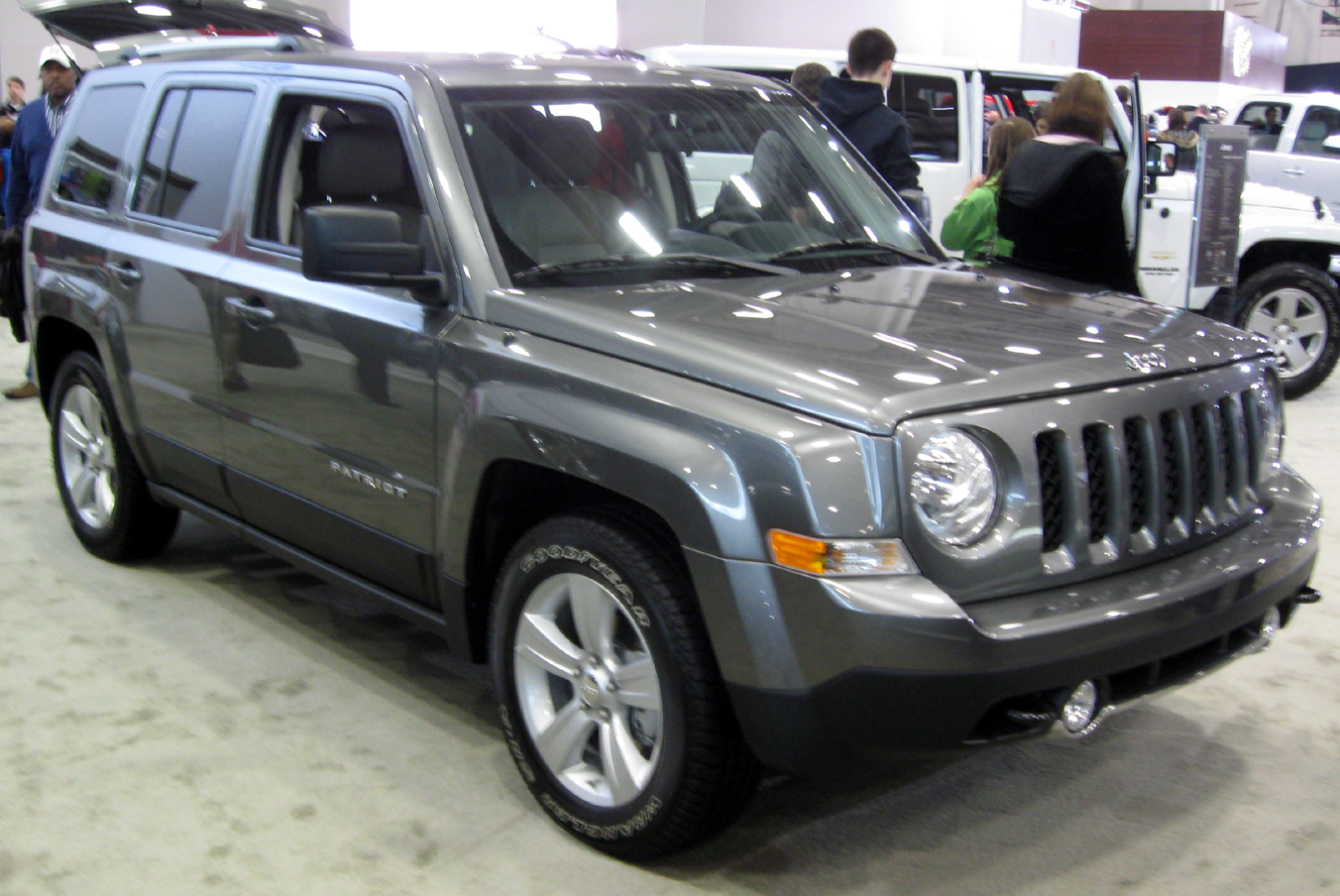
Patriot
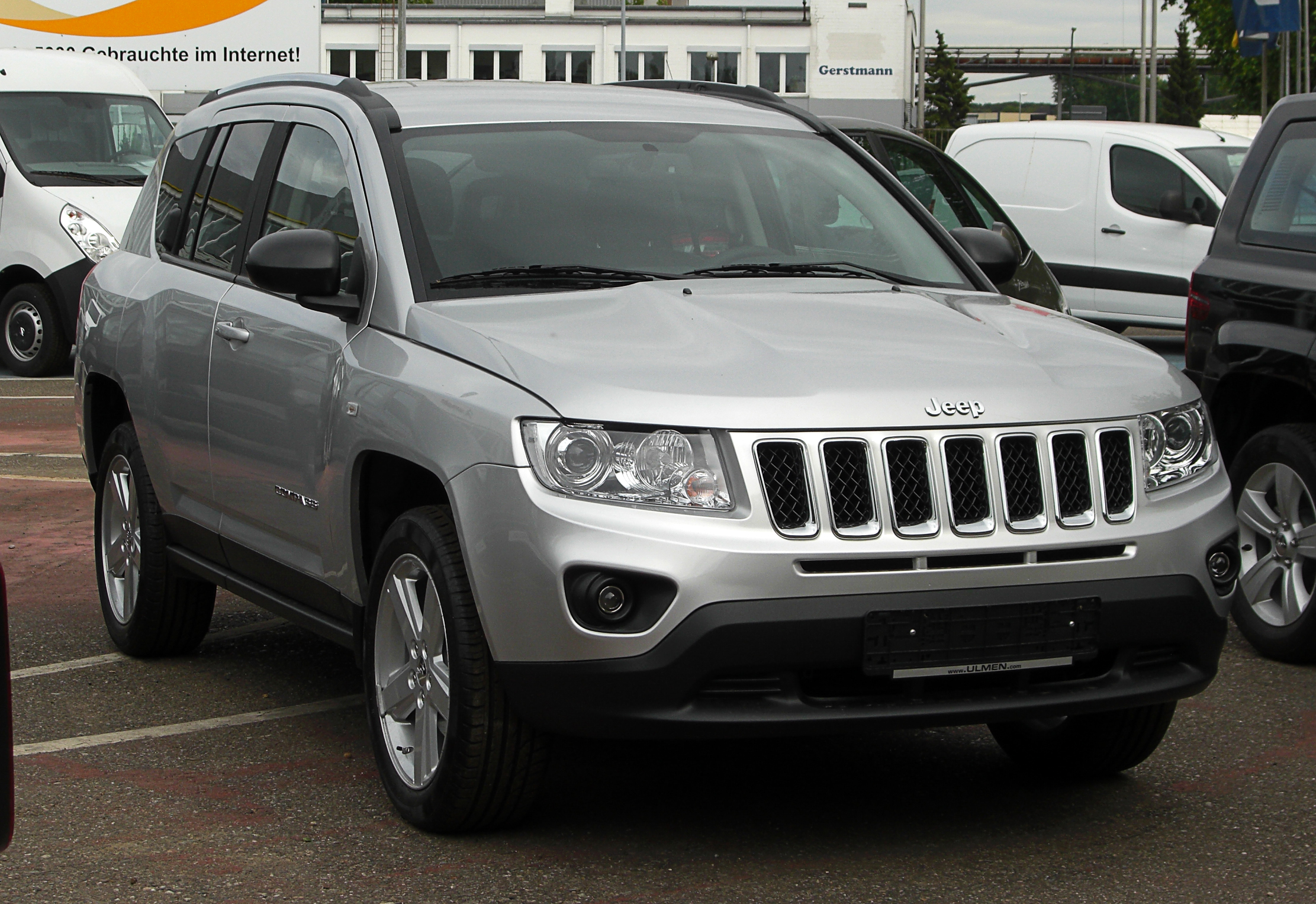
Compass
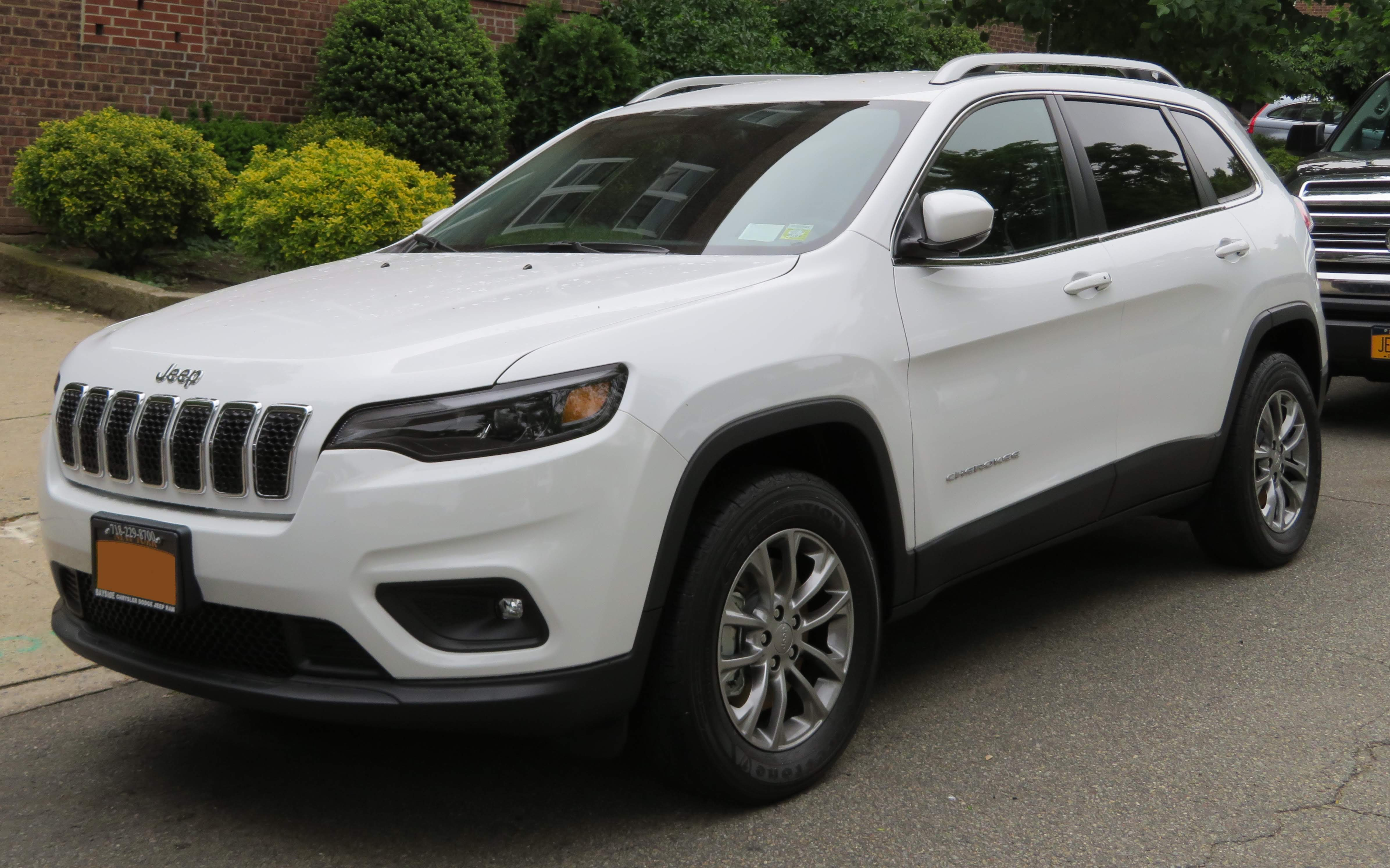
Cherokee
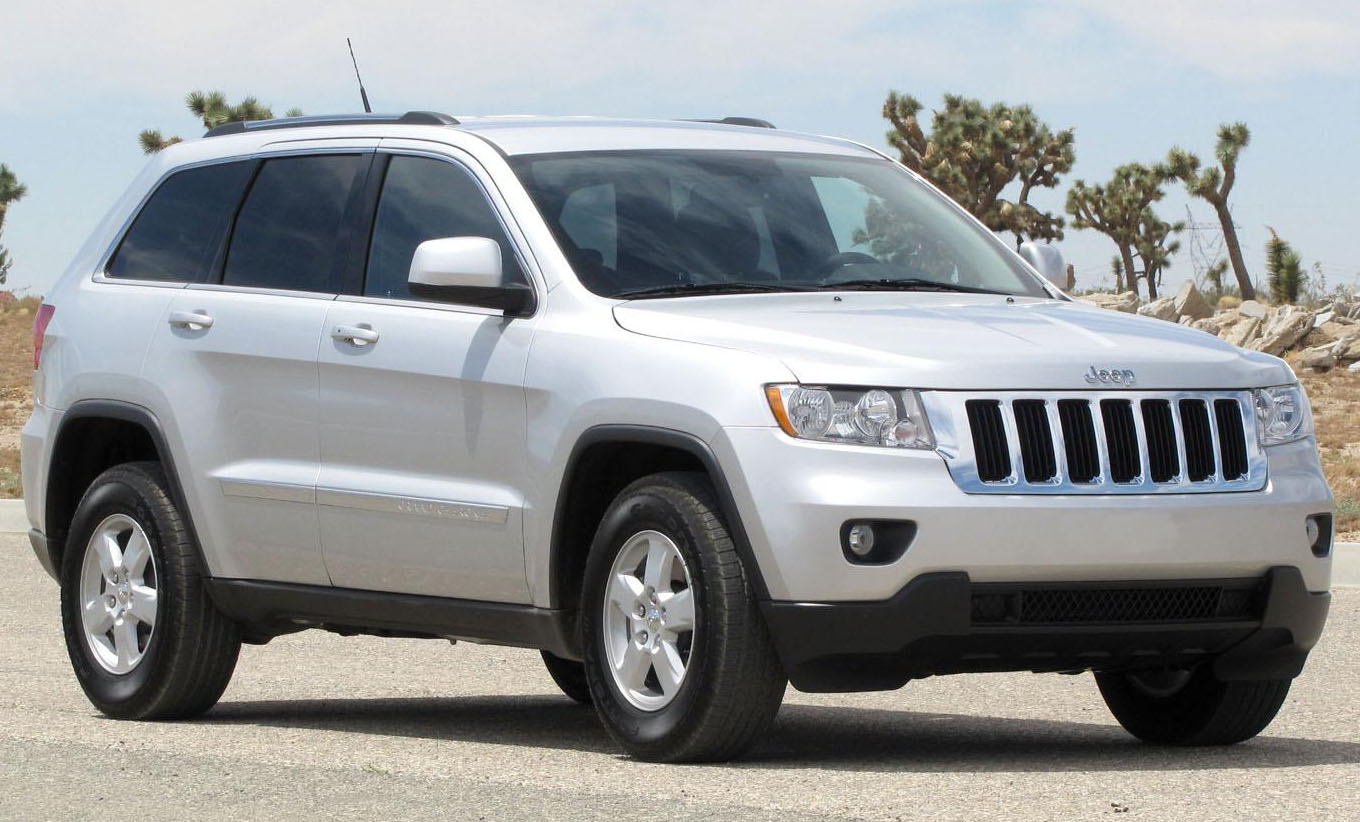
Grand Cherokee
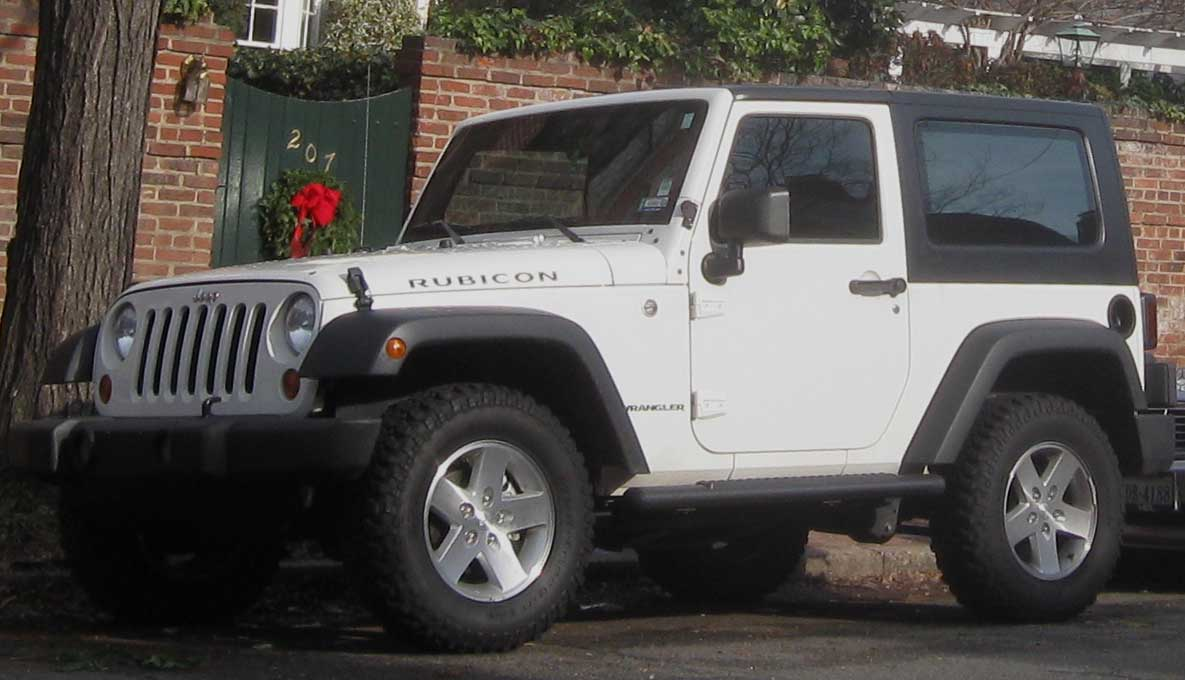
Wrangler
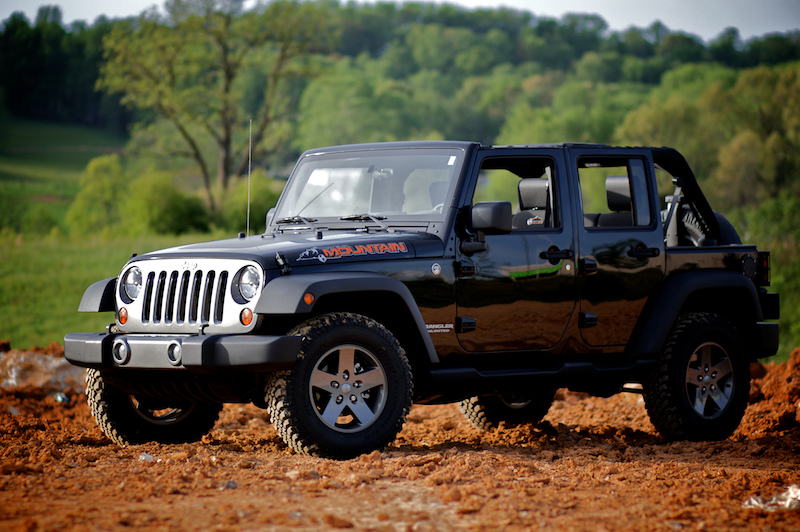
Wrangler Unlimited

## Historia

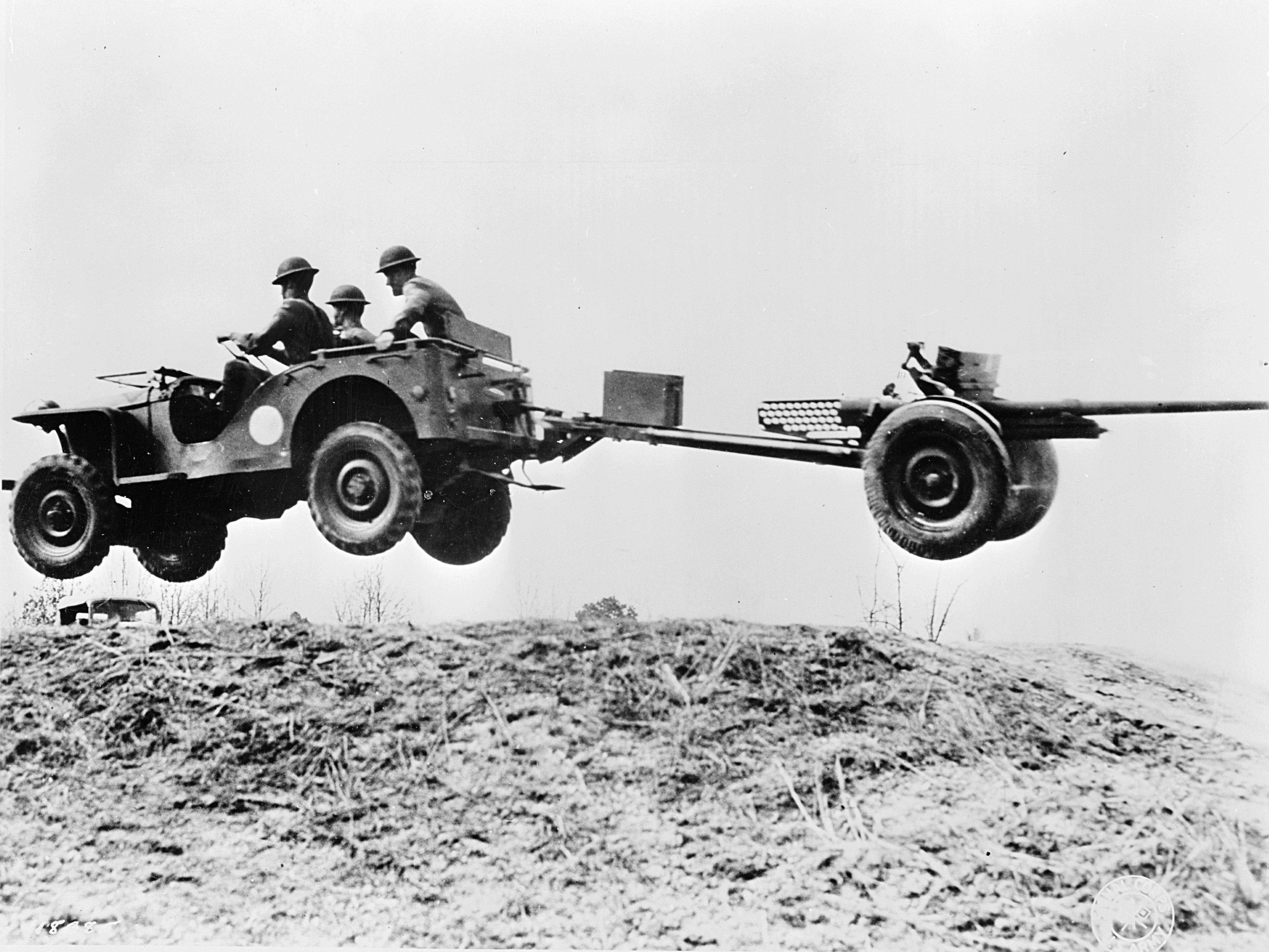
El modelo de la compañía Bantam

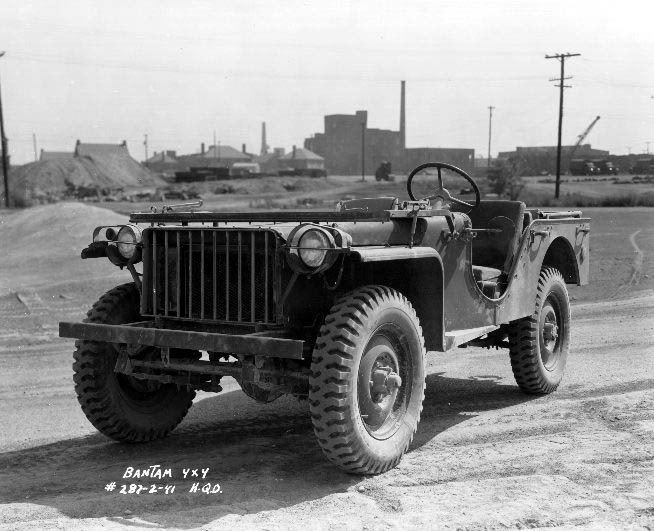
Bantam BRC 40

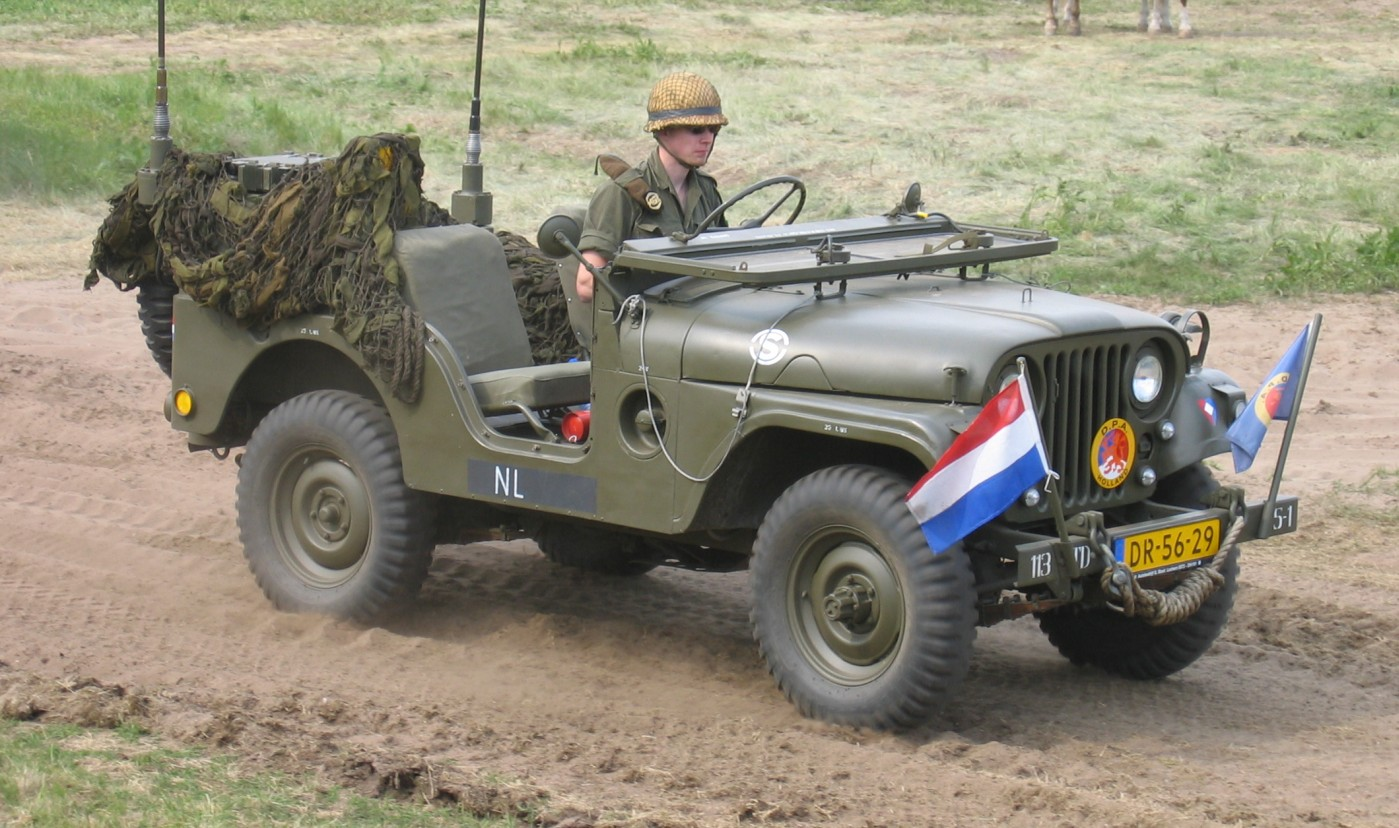
Jeep Willys

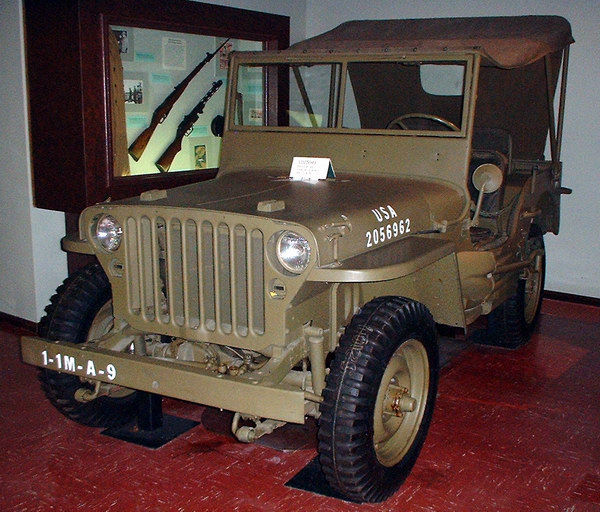
Jeep Ford GPW.

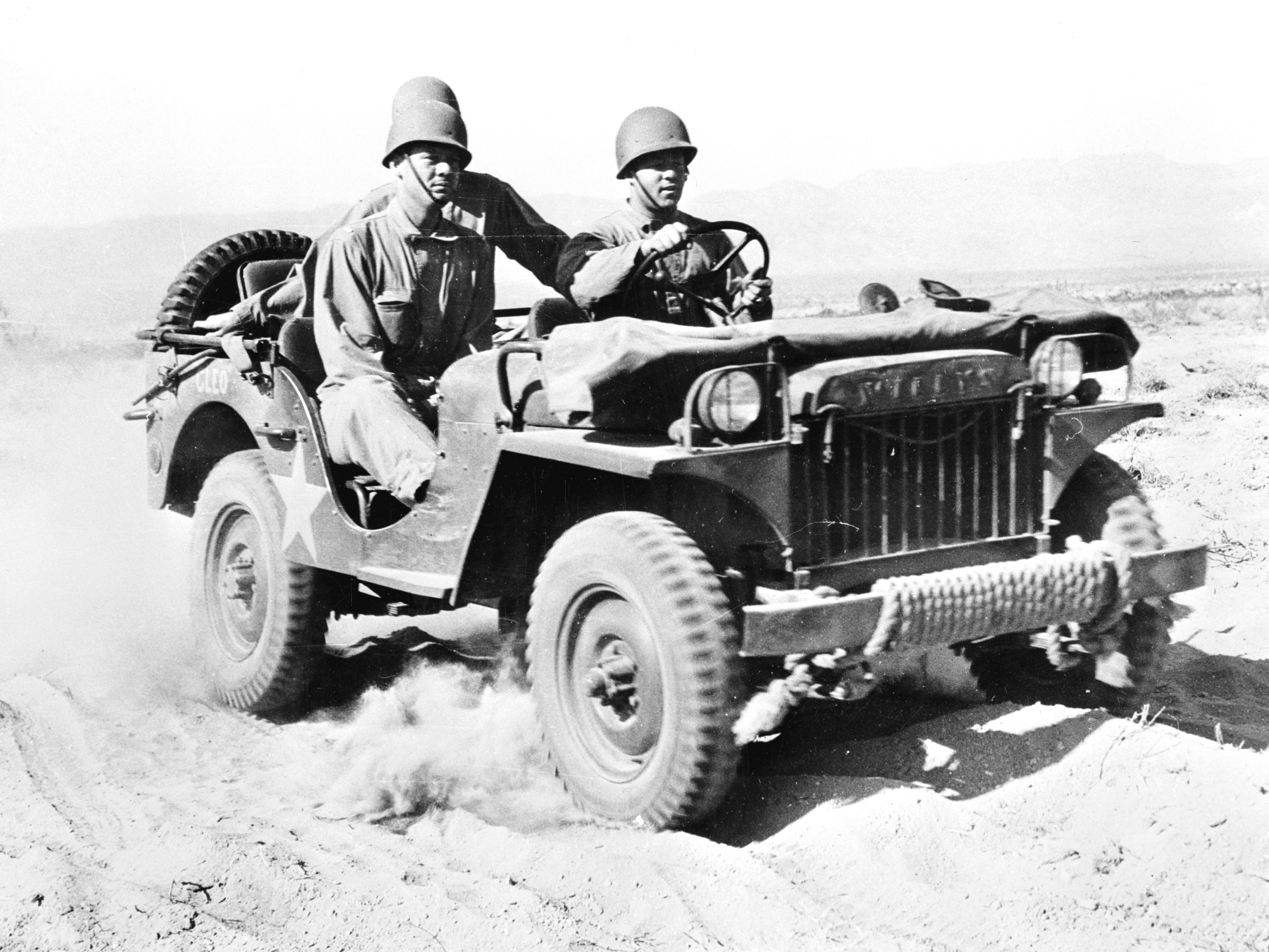
Jeep Willys MA.

La historia de Jeep comienza oficialmente en 1941 cuando Ford y Willys-Overland Motors comenzaron a fabricar modelos Jeep en sus fábricas de Ohio, Estados Unidos, pero fue en 1938 cuando se planeó cómo iba a ser el Jeep. En 1940 el Ejército de los Estados Unidos pidió a los fabricantes de vehículos estadounidenses que presentaran ofertas para un vehículo pequeño, con tracción a las cuatro ruedas que pudiera servir para diferentes tareas y misiones, con sobresalientes capacidades de desempeño, estabilidad, autonomía, confiabilidad y mantenimiento. Esta solicitud se hizo más urgente cuando las fuerzas de las Potencias del Eje en la Segunda Guerra Mundial comenzaron a obtener victorias en Europa y Norte de África, por lo cual el ejército aceptaría solamente propuestas que pudieran cumplirse en un lapso de 49 días.
Las especificaciones originales del gobierno federal de los Estados Unidos fueron las siguientes: peso máximo de 1310 libras (594 kg), tracción en las cuatro ruedas, una distancia entre ejes inferior a 2032 mm (80,0 pulgadas) y una distancia entre ruedas menor que 1193 mm (47,0 pulgadas); la distancia mínima al suelo debía ser de 158 mm (6,2 pulgadas) y debería ser lo suficientemente capaz como para transportar 605 libras (274 kg) de peso y sin recalentar el motor al marchar a bajas velocidades.
Las dos compañías que cumplieron la solicitud fueron la American Bantam Car Company y Willys-Overland. 
Bantam encargó al ingeniero Karl Probst el diseño del nuevo vehículo que se convertiría luego en el mítico Jeep. Probst comenzó a trabajar el 17 de julio de 1940 y completó los planos originales en apenas dos días. Bantam entregó al ejército el sobre con los diseños del vehículo el 22 de julio; curiosamente Bantam afirmaba que el vehículo cumplía con las especificaciones requeridas aunque en realidad excedía el peso límite.
Bantam terminó su primer prototipo hecho a mano el 21 de septiembre de 1940, cumpliendo con el plazo de 49 días. El ejército sometió al vehículo a varias pruebas en trayectos que totalizaron más de 5500 km (3418 millas), de los cuales apenas 400 km (249 millas) eran asfaltados. Concluyeron que el vehículo mostraba una gran potencia y cumplía con los requerimientos del Ejército de los Estados Unidos.
Delmar "Barney" Roos, propietario de Willys-Overland, añadió un comentario positivo a la rechazada oferta de Willys diciendo «es imposible que ningún vehículo sea fuerte con un peso de 1300 libras (590 kg)». Explicó esto al mayor H. J. Lawes, el oficial encargado de las compras y contratos del campamento Holabird y sugirió que Willys-Overland construyera su propio modelo piloto para probarlo. También ayudó que el ejército dejó a Ford y Willys «inspeccionar» el modelo de Bantam, mejorando las dos marcas sus modelos, que se acabaron pareciendo sospechosamente al prototipo de Bantam.
Debido a las limitaciones técnicas y financieras de Bantam, el Ejército de los Estados Unidos entregó a Willys-Overland y a la compañía Ford los planos originales de Bantam, con el fin de que presentaran sus propios prototipos. Willys presentó el "Quad", y Ford presentó el "Pygmy", incorporando modificaciones al diseño original de Bantam cuyo peso finalmente fue de 2030 libras (921 kg). El Willys Quad excedía demasiado el peso inicial especificado debido a que llevaba un mejor motor que luego se conocería como el célebre Go Devil. Esto resultó ventajoso para Willys ya que el límite de peso permitido fue incrementado a 2160 libras (980 kg), con lo cual el Quad fue el único prototipo en complacer enteramente los requerimientos del ejército: sus aplastantes 105 lb·pie (142 N·m) de par motor excedían el par máximo solicitado y era muy superior a las 83 lb·pie (113 N·m) de par máximo ofrecidas por Bantam y las 85 lb·pie (115 N·m) de par máximo del prototipo de Ford.
Teniendo los prototipos de las tres empresas, el ejército hizo un pedido de 4500 vehículos, 1500 a cada una de ellas, para probarlos en el terreno. El equipo de Roos comenzó a trabajar para aligerar el Quad. Lo desmontó por completo y analizó cada una de las piezas para ver si existía la posibilidad de utilizar un material más ligero en alguna de ellas. Cuando acabaron, el Jeep solamente sobrepasaba en 7 onzas (0,2 kg) el peso requerido.
La entrega de los 4500 vehículos comenzó en junio de 1941 y el ejército decidió que había que elegir un diseño igual para todos. Finalmente se eligió el diseño de Willys (motor Go-devil con soluciones mecánicas Bantam) con algunas modificaciones que incorporaban características de Ford y de Bantam. En julio de 1941, Willys obtuvo un contrato para 16 000 vehículos. Ese mismo año, el Cuerpo de Intendencia del ejército ordenó a Willys-Overland que pasara sus diseños a Ford para aumentar la producción.
Durante la Segunda Guerra Mundial, Willys-Overland y Ford fabricaron 600 000 unidades, Willys produjo más de 368,000 y la pequeña Bantam solamente 2675, la mayoría de los cuales se cedieron a Gran Bretaña y a la Unión Soviética a consecuencia de la Ley de Préstamo y Arriendo, la producción de Bantam cesó justo antes del ataque a Pearl Harbor por parte de Japón.
Cuando se creó el primer Jeep no existía lo que hoy se conoce como segmento 4x4 en el ámbito de los utilitarios. Los principales clientes del Jeep fueron los Aliados de la Segunda Guerra Mundial que trataban de imponer la paz en un mundo destrozado por las batallas de la Segunda Guerra Mundial. Se concibió como el sustituto de la motocicleta utilizada para llevar mensajes entre las diferentes unidades del ejército estadounidense, no obstante, solo unos pocos de los primeros vehículos Jeep fabricados hasta 1945 se quedaron en Estados Unidos. En lugar de eso, cientos de miles de estos vehículos se enviaron a Europa, África y al Océano Pacífico.

## Después de la Segunda Guerra Mundial

### Serie CJ

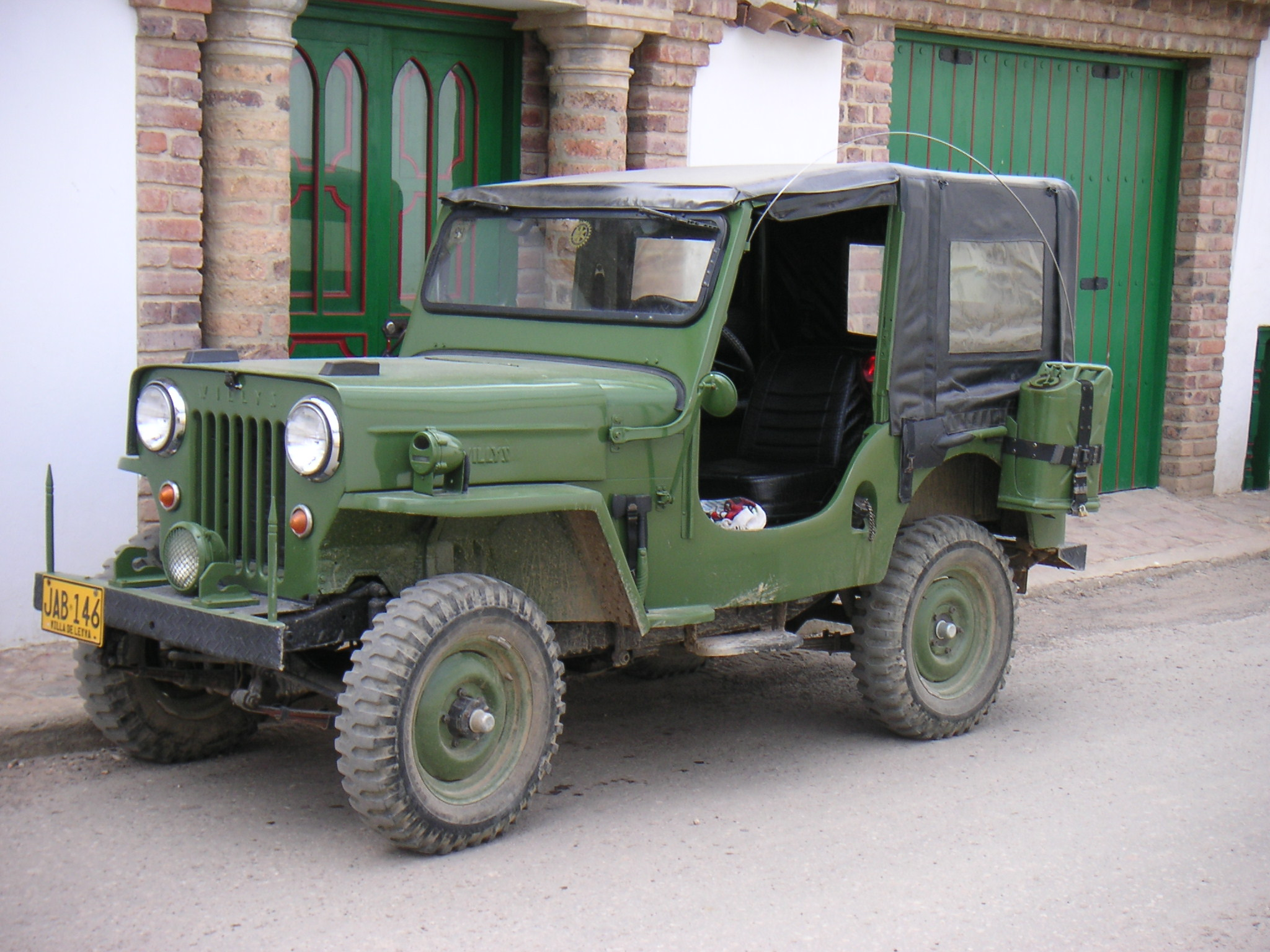
Jeep Willys CJ-3B producido por primera vez en 1953

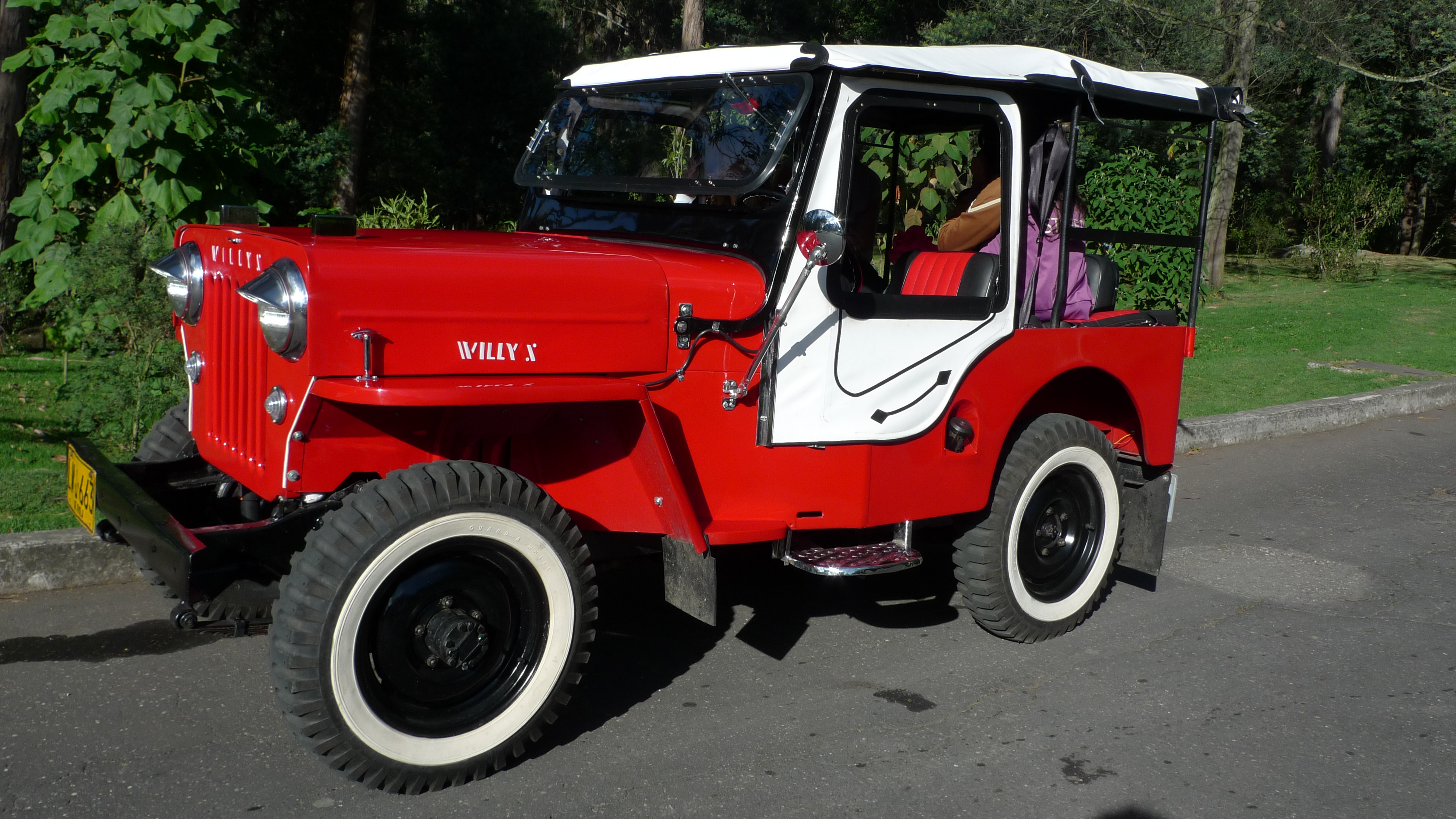
Jeep Willys en Bogotá, Colombia.

A finales de la guerra, Willys-Overland empezó a considerar fabricar el Jeep para tareas agrícolas. El resultado fue el primer Jeep Universal en 1945, dando paso a lo que la compañía llamaría agrijeep creando las variantes conocidas con la sigla CJ: Civilian Jeep. El primer CJ fue el CJ-2A, la versión civil del exitoso modelo militar Willys M38, modificado con lujos como portón de carga, limpiaparabrisas, tanque de combustible externo, gancho trasero para acoplar herramientas agrícolas, una transmisión mejorada y otras reformas. Este Jeep incorporó la famosa rejilla frontal de 7 aberturas que Jeep mantiene como lenguaje de su marca, al igual que sus faros redondos, las salpicaderas trapezoidales y un excepcional desempeño en terrenos difíciles, ya que los Willys MB de la Segunda Guerra Mundial tenían 9 aberturas en su rejilla frontal.129762419715 627084715 2606978 1908401 n.jpg (enlace roto disponible en Internet Archive; véase el historial, la primera versión y la última).
Los modelos CJ-2A producidos desde 1945 hasta 1949, dieron paso al CJ-3A, que usaba el mismo motor Go Devil de su predecesor con motor de cuatro cilindros en línea de 2195 cm³ (2,2 L; 133,9 plg³) con 60 HP (61 CV; 45 kW) de potencia y 105 lb·pie (142 N·m) de par máximo, por lo que ambos modelos se clasifican como de "tapa baja". Las diferencias radicaban en reformas estéticas, incluyendo un parabrisas sin división y con uno o dos limpiaparabrisas en la parte inferior; fueron aumentados los diámetros de los ejes para una mayor capacidad de transmisión de fuerza, así como mayor capacidad para trabajos agrícolas y accesorios adicionales para tal fin; una versión de tractor fue ofrecida al público y la producción del modelo CJ-3A se prolongó hasta 1953 con la aparición del CJ-3B. Estuvieron disponibles como versiones utilitarias entre 1959 y 1964, como DJ-3A Surrey Gala (versión de carpa vacacional con la intención de ser vendido a sitios de descanso y resorts), Hardtop (versión cabinada que contaba con tracción solo en dos ruedas y ofrecía la palanca de cambios al lado del timón y una distancia entre ejes más larga) y Dispatcher (una versión corta del Hardtop). 129762419715 627084715 2606978 1908401 n.jpg (enlace roto disponible en Internet Archive; véase el historial, la primera versión y la última).
El CJ-3B fue el primer modelo de "tapa alta", ya que la tapa del motor tuvo que sufrir una modificación para poder alojar el nuevo motor Hurricane con 4 cilindros en línea de 2195 cm³ (2,2 L; 133,9 plg³) con 71 HP (72 CV; 53 kW) de potencia y 114 lb·pie (155 N·m) de par máximo,  que esencialmente era el mismo Go Devil pero cambiaba la distribución en L de las válvulas, por una distribución en F, haciendo que la válvula de admisión quedara más afuera del bloque del motor, permitiendo que fuera más larga que la válvula de escape, lo que resultaba en una mayor entrega de potencia en relación al diseño básico del motor usando su misma cilindrada y arquitectura. También incorporaba una caja de transferencia de 4X4 mucho más silenciosa. Por esta razón la parrilla frontal es mucho más alta, y su producción se mantuvo hasta 1968. Es el Jeep más numerosamente producido en el mundo, ya que varias compañías lo han reproducido bajo licencia todavía hasta el presente.
En 1954 aparece el Jeep CJ-5, una versión completamente diferente al CJ-3B, cuyo diseño se basó en el M38A1 desarrollado en 1952 para la guerra de Corea. Incorporaba salpicaderas delanteras mucho más grandes y envolventes, mientras que el Jeep producido durante más tiempo, llegaba a las 600 000 unidades en todo el mundo en una producción continua de 30 años. En 1965 dio el primer paso significativo al ofrecerse con un motor V6 de 155 HP (157 CV; 116 kW) conocido como Dauntless; y en 1970 aparece su primera versión Renegade, renovada en 1971 como Renegade II; otras versiones fueron Tuxedo Park, Camper, 462, Super Jeep y Golden Eagle. Este Jeep por lo tanto es uno de los vehículos todo terreno más populares del siglo XX. Una versión poco popular fue el CJ-6, un CJ-5 con mayor distancia entre ejes que permitía un mayor espacio interior y que en algún momento también llegó a ser ofrecido con el nombre de Toxedo Park.
Mucho se ha especulado sobre la existencia de un CJ-4, el modelo perdido intermedio entre el CJ-3B y los primeros modelos de CJ-5. En efecto fue un vehículo experimental y al parecer el primero en llevar el motor Hurricane. Su aspecto es realmente intermedio entre el CJ-3B con salpicaderas rectas y estrechas, junto con el frente redondeado que incorporó el CJ-5, por lo cual su diseño frontal es completamente único y diferente. Mecánicamente era muy similar al M38A1 y especialmente al CJ-3B; por mucho tiempo se mantuvo como un misterio sin resolver ya que nadie podía atestiguar que realmente hubiera existido este "Jeep intermedio" y las únicas pruebas de la época lo mostraban en dos fotografías como el vehículo Willys Experimental X-151. Finalmente en 1997 apareció a la luz pública el único CJ-4 que existe actualmente. El vehículo experimental fue adquirido por el ingeniero jefe de la sección de Chasis de Willys, Miguel Odorica, a mediados de la década de los cincuentas. Él lo usó en su granja por mucho tiempo y cuando murió en 1977 el Jeep pasó a manos de John Milam quien lo guardó por varios años. Actualmente se encuentra en una detallada restauración por un coleccionista de Jeep.
Luego del CJ-5, salió el último CJ que fue el CJ-7 que apareció en 1976. Su extraordinaria introducción al mercado hizo que la compañía AMC, dueña por entonces de Jeep, enfocara todos sus esfuerzos de producción en este vehículo y su versión Pick-up de chasis largo, el CJ-8 Scrambler, por lo que el CJ-5 empezó su camino hacia el retiro en 1982. Incorporaba un tablero completamente nuevo y por primera vez con acabados en plástico, dando pasos hacia tendencias más modernas; otras reformas estéticas incluían ángulos más pronunciados en sus puertas que las curvas acostumbradas en las puertas del CJ-5, así como un techo rígido moldeado de fábrica, removible de la carrocería, y puertas de acero. Estuvo disponible con tracción integral en las cuatro ruedas Quadra-Trac (opcionalmente) que no necesariamente fue una opción caracterizada por su fuerza, pero estaba disponible su caja de transferencia 4X4 tradicional y con diversos motores incluyendo un V8. La versión CJ-8 no estaba disponible con Quadra-Trac y tenía la caja de transferencia tradicional con ganchos de accionamiento manual, y al igual que el CJ-7, estuvo disponible con dos cajas mecánicas de 4 o 5 marchas; y una automática opcional de 3 marchas.

### CJ-7

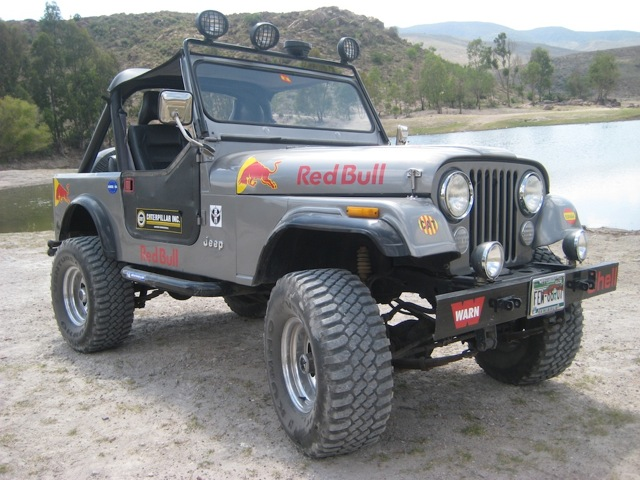
Jeep CJ-7

El modelo CJ-7 se introdujo al mercado en 1976, más de 379,299 fueron fabricados durante sus 11 años de producción. El Jeep CJ-7 tenía una base de rines de 10 pulgadas (25,4 cm) más larga que la del CJ-5 y carecía de la curva característica del CJ-5 en las puertas. A diferencia del CJ-5 el CJ-7 tenía un chasis conformado por dos rieles paralelos longitudinales de sección C. La porción trasera del chasis del CJ-7 es más ancha con tal de acomodar los resortes y amortiguadores más cercanos al exterior de la carrocería del vehículo y con ello mejorar su manejo y estabilidad. El CJ-7 introducía la opción de un nuevo sistema de transmisión automática con tracción en las cuatro ruedas llamado Quadra-Trac al igual que una caja de transferencia manual de dos velocidades y transmisión automática. Otras opciones incluían un toldo duro y puertas metálicas. Los CJ-7 se comercializaron también con versiones Renegade y Laredo, distinguibles por sus diferentes calcomanías de carrocería. El modelo Laredo poseía asientos de cubo en piel altos, flecha de dirección ajustable y un paquete de accesorios cromados elaborado que incluía defensas, parrilla de radiador, espejos y rines de llanta. 
En Venezuela la versión de techo duro con chasis corto totalmente equipado, se le denominó "Llanero", en tanto que el descapotado se le llamaba "Renegade".[cita requerida]
También existía la opción de incorporar un diferencial trasero Tral-Lok. La proporción de engranes del eje trasero inicialmente fue de 3.54 pero posteriormente bajó a 2.73. Las proporciones del diferencial variaban dependiendo del motor que incorporaba el Jeep. El motor diésel de 145 pulgadas cúbicas (2,4 L) empleaba la proporción de eje trasero de 4.10, tanto en el Renegade como en el Laredo, tanto el seis en línea de 258 pulgadas cúbicas (4,2 L) como el de cuatro cilindros en 150 pulgadas cúbicas (2,5 L) empleaban una proporción de 3.73 mientras que el V8 AMC de 304 pulgadas cúbicas (5 L) producido entre 1976 y 1981 como la versión Golden Eagle, empleaba una proporción de 3.55.
Entre los años de 1976 y 1980 los CJ-7 fueron equipados con una caja de transferencia Dana 20, un diferencial delantero Dana 30 (con engrane de 27 o 31 dientes) y un diferencial trasero AMC 20 de 29 dientes. El diferencial trasero se cambió por un Dana 44 a partir de 1986 y todos los modelos del CJ-7 producidos a partir de 1980 incorporaron la robusta caja de transferencia Dana 300.

### Jeep Wrangler
Estéticamente, el CJ-7 es el antepasado más cercano al Jeep Wrangler, introducido por primera vez en 1987 cuando AMC fue adquirida por la Corporación Chrysler. Este Jeep estaba propulsado por el todoterreno legendario AMC PowerTech I6 242 de 6 cilindros en línea, con 190 hp y 220 lb/ft. de torque, y desde el principio incorporó características más radicales que los modelos CJ's, al ser ofrecido con interiores más lujosos y parcialmente derivados de su contemporáneo Cherokee XJ. Sin embargo muchos fieles a la tradición de los CJ's ven en los faros rectangulares del Wrangler una pequeña pérdida de autenticidad y clasicidad, retomada en 1997 con la reforma estética del Wrangler y mantenida hoy en día por los nuevos Wrangler 2007 y la primera versión en 4 puertas de este auténtico Jeep, el Wrangler Unlimited 2007.

### Jeepster
Otro intento de ofrecer un nuevo producto de Jeep fue el Jeepster en 1948, un automóvil de apariencia deportiva y convertible que se mantuvo en producción hasta 1951 con el motor Hurricane, y cuyo nombre fue retomado en 1967 con la aparición del Jeepster Commando, un campero con una estética bastante controversial gracias a sus guardafangos delanteros anchos, y su portón trasero inclinado; estuvo disponible en versión cabinada (Station-Wagon) o Convertible, y se mantuvo en producción hasta 1973.

### Station Wagony vehículos deportivos utilitarios

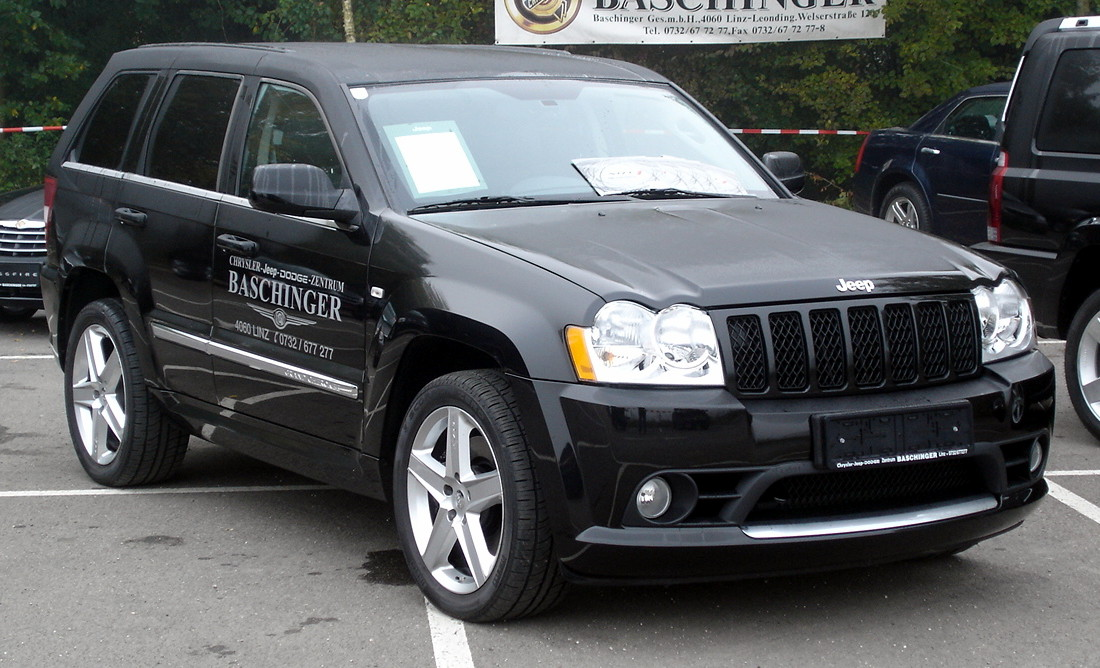
Jeep Grand Cherokee SRT8.

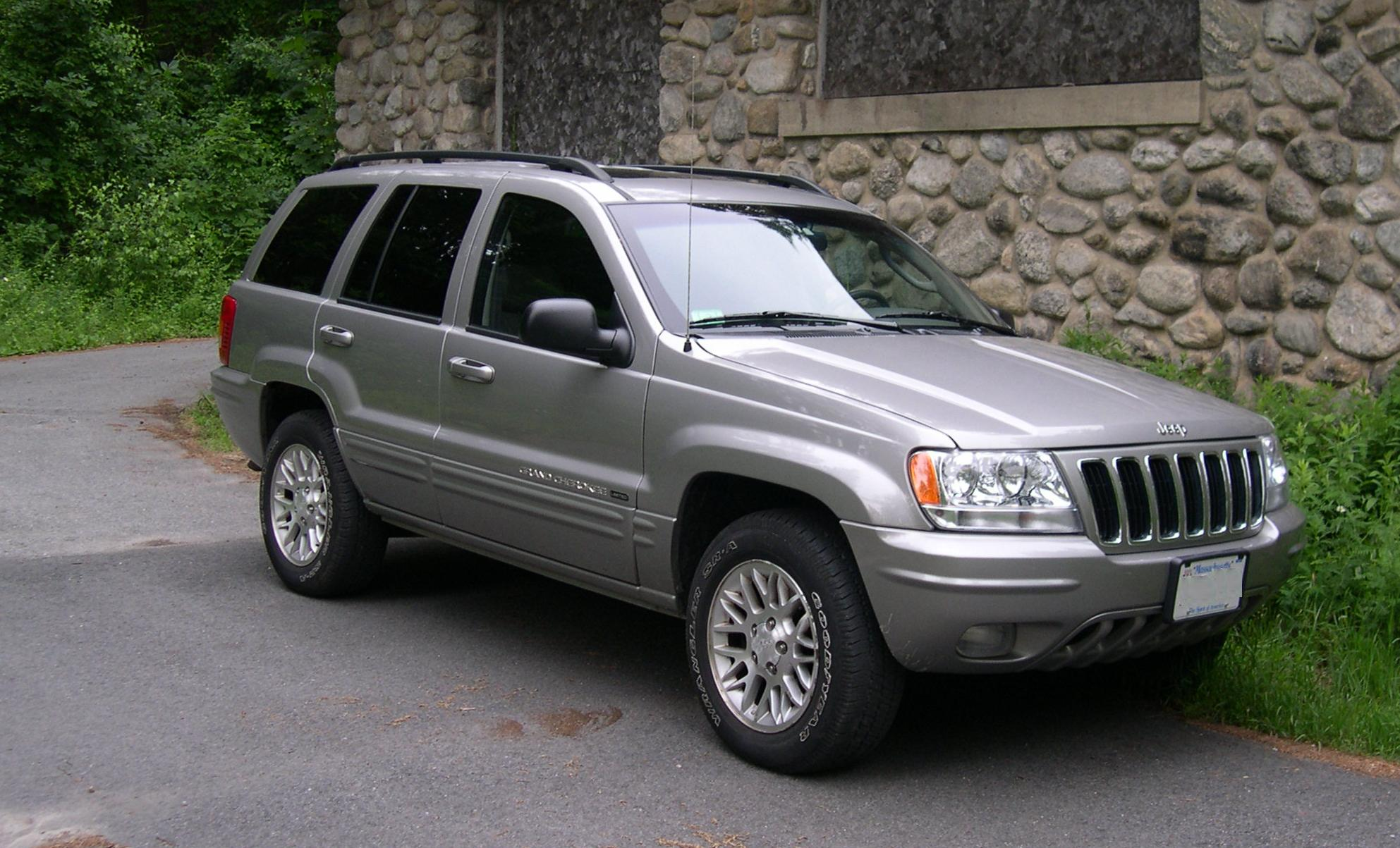
Jeep Grand Cherokee WJ.

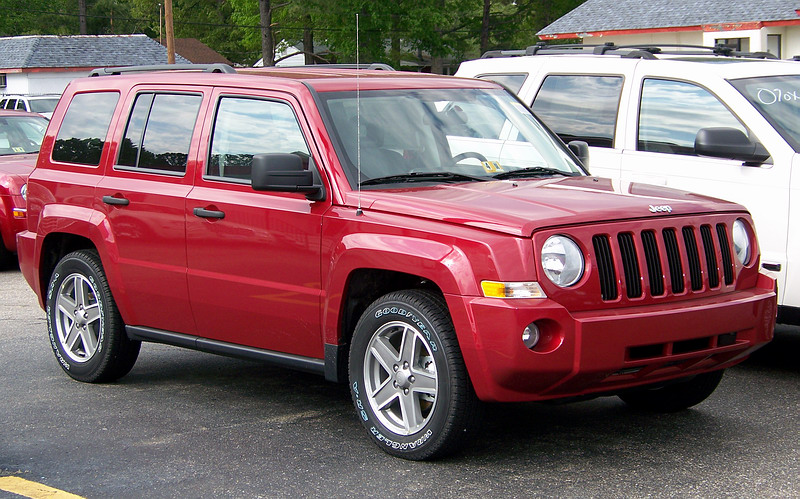
Jeep Patriot.

Se empezaron a producir desde 1946 como Willys Jeep Station Wagon, que tenían capacidad de hasta 7 pasajeros y que se ofrecieron inicialmente con tracción simple. Hacia 1949 se empezaron a vender las primeras Station Wagon con tracción total y motor Willys de seis cilindros.
Evolucionaron posteriormente hasta la Jeep Wagoneer que apareció en 1963. Este modelo estuvo en producción 20 años, con renovaciones estéticas en los años 70.
Por esta razón los modelos Wagoneer pueden considerarse como los predecesores de la exitosa serie de Cherokee (SJ y XJ). La primera serie Cherokee SJ aparece en 1974 y se produjo hasta 1983. Se trataba de un SUV de gran tamaño, hecha a partir de la Wagoneer (producida hasta 1967), diseñada por Brooke Stevens, cuya diferencia con la Jeep Wagoneer radicaba en sus dos puertas, ofreciéndose como una versión deportiva de Station Wagon. Cuando estaba equipada con un poderoso motor V8 de 6.6 litros y una caja de transferencia de gran relación, tenía grandes atributos con los que podía superar los 160 km/h. También estaba disponible con el motor AMC de 6 cilindros en línea y 4.2 litros de cilindrada. Es uno de los vehículos todo terreno más revolucionarios que hayan existido.
Luego apareció la serie de Cherokee XJ en 1984, diseñada con participación de Renault hacia 1978, que por entonces sostuvo varias relaciones comerciales con AMC (American Motor Company); la intención de este nuevo todoterreno compacto fue la de ofrecer todas las capacidades todoterreno de la Jeep Wagoneer con un motor más pequeño, lo que prolongaría su rango de acción y su economía de combustible. Estuvo disponible con varias versiones de motores 2.5 litros y 4.0 litros, que se mantuvieron hasta el final de la producción de la segunda serie de XJ (1997-2002). Otros motores menos populares fueron un 2.1 litros turbodiésel de Renault y un 2.8 V-6 de GM. El nombre Jeep Wagoneer pasó a ser una versión más lujosa de la Cherokee básica, usando la misma carrocería XJ pero cuya diferencia externa más notable son sus cuatro faros cuadrados y su moldura de imitación de madera lateral, y se vendió hasta 1990.
En 1993 aparece la Grand Cherokee ZJ, el cual pretendía, en principio, reemplazar al Cherokee pero que, dada su popularidad mantuvo su producción hasta que el modelo Liberty lo reemplazó en el año 2002. Esto se debe a que el motor AMC de seis cilindros y 4.0 litros de cilindrada con sistema de inyección Chrysler, conocido luego como Power Tech I6 242 High Output que tuvieron tanto el Cherokee, como Grand Cherokee y el Wrangler, es uno de los mejores motores para todo terreno que se han producido: el 60% de su par máximo total de 298Nm (220 lb·ft) es decir, 179Nm (132lb·ft), está disponible al ralentí, haciendo que su capacidade para subir pendientes pronunciadas y escalar rocas sea muy superior a motores de su misma cilindrada. Esto significa, además, que tiene las mismas capacidades todo terreno de motores más grandes y potentes, pero con un consumo menor de combustible. A pesar de tener árbol de levas lateral, es decir, en el bloque de los cilindros (OHV) y de haber tenido problemas iniciales de quietud por su gran peso, este motor duró algo más de veinte años en producción, con ligeras modificaciones en la inyección de combustible, y demostró ser indestructible.
La Grand Cherokee WK se mantiene aún como un modelo lujoso del segmento del que Jeep es prácticamente un miembro único de Off-Road SUV, es decir, de vehículos utilitarios todo terreno. A pesar de que existen otras marcas que ofrecen vehículos similares, Jeep ha mantenido estas propiedades en todos sus vehículos a precios de gamas medias, consolidándose como una marca muy popular y reconocida de vehículos todo terreno. Se comercializa con los motores PowerTech V6 de 3.7L, PowerTech V8 4.7L FlexFuel, que puede funcionar con gasolina y etanol, un HEMI V8 5.7L de altas prestaciones y con desconexión automática de la mitad de los cilindros para disminuir el consumo; y un turbodiésel V6 3.0 L de origen Mercedes-Benz, famoso por ser uno de los motores diésel más eficientes que se hayan producido gracias a su sistema de inyección common-rail de última generación. El Grand Cherokee también está disponible en la versión especial SRT-8, com un V8 HEMI de 6.1 L de 428 cv, lo que le permite competir en prestaciones con modelos como el Mercedes-Benz ML63 AMG (510cv), Porsche Cayenne Turbo (500 cv) y Turbo S (550 cv) o el Volkswagen Touareg W12 (450cv).
Modelos posteriores como el Jeep Liberty KJ han mantenido la imagen de buen rendimiento fuera de la carretera. A pesar de haber sustituido el eje rígido delantero por una suspensión independiente, con lo cual se pierden facultades todo-terreno, el reemplazo del legendario Cherokee (nombre con el que se vende fuera de los USA) resultó ser todo un éxito. Durante toda su carrera productiva estuvo propulsado por motores de gasolina PowerTech L4 de 2.4L y PowerTech V6 de 3.7L, que también se emplea en los Dodge Durango y Ram; y por motores turbodiésel CRD L4 de 2.5L y 2.8L de origen VM (Italia), empleados también en las versiones europeas del Chrysler Voyager y del Dodge Nitro. Actualmente un nuevo modelo, el Liberty KK que tiene corregidos varios de los errores que se detectaron durante la primera serie se encuentra en proceso de lanzamiento, y una de sus características más notables es el techo en lona desmontable Sky Slider que recuerdan al Citroën 2CV disponible de forma opcional; cuenta de forma única con el motor V6 de 3.7L y con versiones Sport y Limited, dentro de las cuales se ofrecen una caja manual de seis velocidades y una automática de cinco, aire acondicionado con control climático de temperatura, apertura remota de bodega, comunicación manos libres mediante Bluetooth, control de estabilidad electrónico así como asistencia en descensos pronunciados, asistencia de arranque en subida, control de tracción electrónico y tracción a las cuatro ruedas controlada electrónicamente. Esta carrocería KK es compartida por el Dodge Nitro.
También la reciente introducción de los modelos Compass y Patriot que comparten la misma plataforma MK y un sistema de transmisión completamente nuevo para el segmento (CVT: Continously Variable Transaxle, que consta de poleas de diámetro automáticamente variable) que han reducido los costos al consumidor y crean un nuevo segmento para clientes menos exigentes con automóviles de costos más bajos y de operación más sencilla. A diferencia de muchos de sus hermanos de línea contemporáneos, estos Jeep no llevan caja reductora ya que sus sistemas de tracción en las cuatro ruedas funciona de forma diferente para distribuir la fuerza a los dos ejes, sin embargo el Jeep Patriot ha demostrado ser un vehículo muy ágil y versátil, y según la compañía la versión Limited puede cruzar senderos mojados de hasta 19 pulgadas de profundidad. Ambos vehículos están equipados con un motor de 2.0L a gasolina, o un 2.4L con tiempo de válvulas variable (VVT); sus transmisiones son una caja manual de cambios o la nueva transmisión automática CVT. Estos dos vehículos han resultado ser los todoterrenos menos costosos que haya producido Jeep en muchos años y la Jeep Patriot retoma, en parte, el concepto bajo el cual se lanzara la Jeep Cherokee XJ al reducir la cilindrada sin disminuir la potencia, y sin que las capacidades fuera de la carretera se vean afectadas notoriamente.[cita requerida]

### Pickup

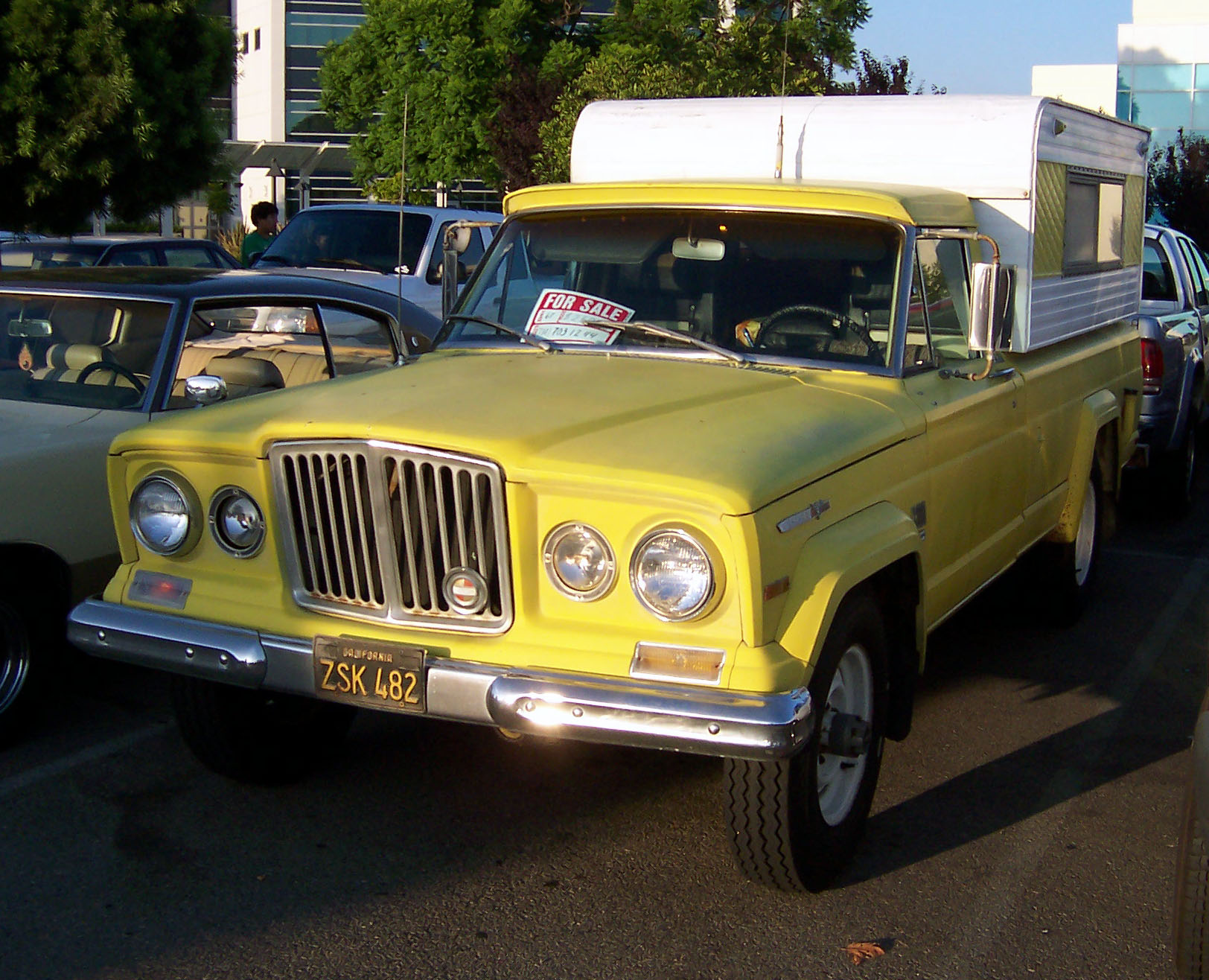
Jeep Gladiator

Las primeras versiones de las camionetas utilitarias Willys Pick-up y Willys Truck, surgen a partir de las primeras Station Wagon de mediados de los años cuarentas y se producirían hasta 1965. Otra serie de utilitarios con compartimiento trasero son los modelos de camión "Forward Control" con exteriores completamente diferentes conocidos como FC-150 y FC-170.
Estas camionetas fueron sucedidas por el radical Jeep Gladiator (versión pick-up de la primera Jeep Wagoneer) y se produjo hasta el año 1971. De allí surge el Jeep Honcho, una versión pick-up de la siguiente serie de Wagoneer o de las Cherokee's SJ y se mantuvo en producción hasta 1989.
Posteriormente aparece el Jeep Comanche, producido entre 1986 y 1992, como versión pick-up de la Cherokee XJ.[cita requerida]

## Jeep en Europa
La aceptación del Jeep como vehículo de trabajo civil, ya había comenzado antes de la década de los cincuentas. Cuando el ejército no podía usarlos, o cuando su reparación no le resultaba práctica, miles de estos vehículos se vendían y proporcionaban un transporte a granjas y pequeñas empresas en toda Europa. El Jeep era en ocasiones el único vehículo de que podían disponer a falta de automóviles nuevos y furgonetas.
Diseñados para poder ser reparados rápidamente en el campo de batalla, eran fáciles de manejar y baratos para reparar. Mantenerlos en marcha fue una de las razones que hizo que se volviera abrir la fábrica de Volkswagen en Wolfsburgo, Alemania en 1945. Como depósito de reparaciones, dirigido por el Ejército Británico, su trabajo era mantener los vehículos de las fuerzas aliadas.
En Francia, Hotchkiss, un fabricante de automóviles de calidad muy respetado, creó una división dedicada a la reparación de vehículos jeep para su venta al público. No tardó en verse superada por la demanda y comenzar a fabricar bajo licencia el Jeep Universal, abandonando sus propios modelos de automóviles en 1954 para concentrarse en los Jeep y los camiones.
Otros fabricantes europeos simplemente copiaron la fórmula Jeep. En Gran Bretaña, por ejemplo, el prototipo original de Land Rover, se basó en muchos componentes claves de los Jeep, como ejes y bastidor de la carrocería, incluso utilizaron la misma distancia entre ruedas, 80 pulgadas. Fiat fabricó su propio “Jeep” con la serie Campagnola que tenía un aspecto muy parecido. Incluso el fabricante de coches deportivos Alfa Romeo creó un vehículo de aspecto similar al Jeep, el 1900 AR-52.
Europa tendría que esperar hasta 1994 antes de poder tener un Jeep genuino propio. La Steyr-Daimler-Puch austríaca comenzó a montar la primera generación de Jeep Grand Cherokee en su fábrica de Graz dentro de un proyecto conjunto con Chrysler. En aquel momento, los 100 contenedores diarios que llegaban de los Estados Unidos a Austria por mar y tren eran el mayor envío realizado en toda Europa.[cita requerida]

## Jeep en Argentina

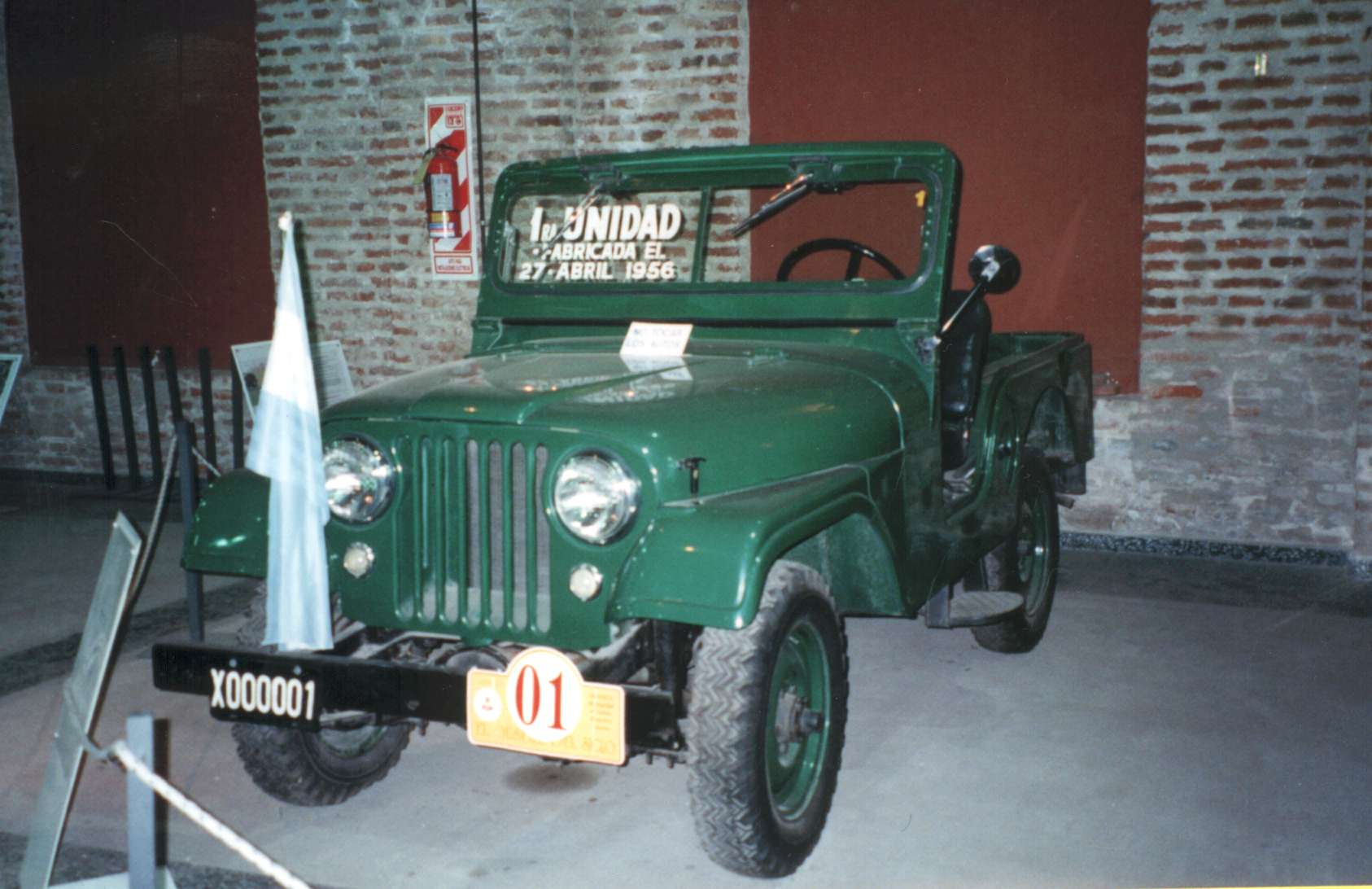
1° Unidad de Jeep Ika fabricada el 27 de abril de 1956.

Los primeros Jeep's fueron importados por el ejército argentino posterior a la Segunda Guerra Mundial y no tuvieron mayor uso civil (excepto en algunas películas y unas poquísimas unidades). Con la instalación de Kaiser en Argentina, se decide en 1956 industrializar el Jeep en Argentina y fabricarlo bajo licencia por las Industrias Kaiser Argentina, junto a un sinfín de derivados, tales la IKA Estanciera (Willys Overland Station Wagon), y algunos desarrollos locales como el Baqueano (versión pick-up), utilitario (versión furgón carrozado de fábrica) y el Jeep Carguero (chasis para carrozar o semi-carrozado) el cual se produjeron 589 unidades. Posteriormente, llegaría la pick up Jeep Gladiator (JT) fabricada localmente hasta mediados de los 70's, cuando Renault adquiere completamente el paquete accionario de Industrias Kaiser Argentina y centra en su marca la producción de la planta de Santa Isabel, Provincia de Córdoba.
Igualmente, el ejército argentino usó los IKA y mantuvo los viejos Willys importados a fines de la década de 1940 y hasta los 50 y es común ver en algunas concentraciones o encuentros ciertos Willys de diversos años.
Tras varios años sin mayor participación, en 1996 se construye una nueva fábrica en Córdoba (Argentina), más precisamente en las adyacencias de la ciudad capital de la provincia mediterránea, en Ferreyra, donde se producen los Jeep Cherokee y Grand Cherokee hasta fines de 2000, cuando se decide cerrar la planta debido a la fusión que había tenido lugar tiempo antes (1998) entre el grupo Chrysler y Daimler-Benz. Así, se centró la actividad industrial en la planta de Mercedes-Benz de González Catán y al año siguiente se decidió la importación desde Austria de la gama Jeep (exceptuando el Wrangler desde Estados Unidos de América).[cita requerida]

## En Colombia

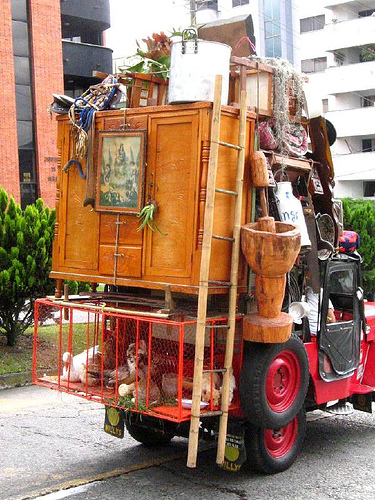
Yipao, trasteo de una familia campesina

A Colombia llegó este vehículo en el año de 1946, que fue adquirido por la creciente élite cafetera que veía en este automóvil las cualidades necesarias para la carga de café y otros productos agrícolas. En esta zona de Colombia se les conoce como las "mulitas mecánicas" debido a su importante labor para los agricultores. Las primeras versiones llegaron por concesión del Ministerio de Defensa Colombiano ya que se trataba de Willys M38's o CJ-2A's, por lo que se les conoce con el nombre de "Minguerras". Sin embargo, la popularidad de los Jeep en esta región se extiende a los modelos CJ-3B y CJ-5; además varios modelos réplica como el CJ-6 se han producido de forma intermitente durante varios años.
En los departamentos de Caldas, Antioquia, Quindio y Risaralda, se han abierto varias categorías donde se reconoce y se premia por concurso a los mejores "yipaos" como se les dice en estas regiones, que debe su progreso a este gran automóvil por su excepcional relación cilindrada-torque, la distribución de las relaciones en la caja de cambios, la tracción en las cuatro ruedas y su simplicidad estética y mecánica.
Estos vehículos forman parte entonces de la cultura de cientos de familias dedicadas al cultivo del café, por lo que reciben la personalización de sus encariñados dueños con adornos y accesorios llamativos que en gran cantidad de ocasiones incluyen imágenes religiosas. La compenetración de estos vehículos es tal que en la región se afirma que todos los enseres de una casa campesiana, incluyendo a veces a sus miembros, deben poder ser transportados por un solo Jeep. 
Por supuesto su uso no se limitó exclusivamente a la zona cafetera (compuesta principalmente por los departamentos de Risaralda, Caldas, Quindío y el sur de Antioquia) debido a la accidentada topografía de Colombia, que en ocasiones exige vehículos que resistan todo tipo de situaciones difíciles de sortear a automóviles que no necesariamente tienen todas las capacidades de un Jeep.
En febrero de 2006 se batió el récords Guinness en la ciudad de Calarcá (Quindío) con la "Caravana más larga de automóviles de una misma marca" (Longest Jeep Parade), categoría que fue creada especialmente para el récord, con un total de más de 370 vehículos Willys CJ's con la participación de modelos hasta 1979, con al menos un 50 por ciento de sus partes originales.[cita requerida]

## Modelos modernos
Paradójicamente los ejércitos ya no usan el Jeep, modelos como el Humvee lo han reemplazado. Los vehículos actuales, el Wrangler y Wrangler Unlimited, Liberty (KK), Compass (MK), Commander, Grand Cherokee (WK), renegade y Patriot (MK), son descendientes directos de los primeros modelos de Jeep. Sin embargo, ahora tienen unos niveles de potencia, estilo y disfrute en la conducción impensables para aquellos que hicieron el primer Jeep en 1941.[cita requerida]

## Línea temporal
Evolución de la marca Jeep y de su propietaria actual FCA US.